# سيدني فرانكلين
سيدني فرانكلين (بالإنجليزية: Sidney Franklin) (و. 1893 – 1972 م) هو مخرج أفلام، ومنتج أفلام، وكاتب سيناريو أمريكي، ولد في سان فرانسيسكو، توفي في سانتا مونيكا، كاليفورنيا، عن عمر يناهز 79 عاماً، بسبب نوبة قلبية.

## حياته[9]
شارك سيدني فرانكلين في صناعة الأفلام بينما كان لا يزال في المدرسة، حيث كتب وأخرج وحرر مع شقيقه تشيستر إم فرانكلين فيلمًا قصيرًا بعنوان الطفل (1915) بتكلفة 400 دولار.
و بطريقة ما جذبت اهتمام د.و.جريفيث، الذي قرر تشغيل الأخوين في صناعة أفلام للأطفال لصالح شركة Triangle Film Corporation.
وبعد ثلاث سنوات ذهبوا في طريقهم المنفصل، وانتهى الأمر بسيدني بمهنة أكثر نجاحًا. فقد أسس سمعته مع فيلم "Smilin' Through (1922)، واستمر في إخراج بعض النجوم العظماء في ذلك العصر، بما في ذلك نورما تالمادج، وماري بيكفورد، وجريتا جاربو، وانضم إلى MGM في عام 1926 وظل تابعًا للإستديو حتى رحيله في عام 1958.

## أعماله[9]
منذ عام 1939، أمضى سيدني معظم وقته كمنتج أفلام مرموقة، مع ميله القوي نحو الدراما العاطفية.
وكانت أكبر نجاحات شباك التذاكر هي جسر واترلو (1940)، والحصاد العشوائي (1942)، ومدام كوري (1943)، ومنحدرات دوفر البيضاء (1944)، والسيدة مينيفر (1942)، وكانت هذه الأعمال الأكثر شعبية فقد ساهمت بشكل كبير في فوز سيدني بجائزة إيرفينغ ثالبيرج التذكارية في عام 1943، عن "الجودة العالية للإنتاج والإنجاز".

## وصلات خارجية
- سيدني فرانكلين على موقع IMDb (الإنجليزية)
- سيدني فرانكلين على موقع الموسوعة البريطانية (الإنجليزية)
- سيدني فرانكلين على موقع ألو سيني (الفرنسية)
- سيدني فرانكلين على موقع تيرنر كلاسيك موفيز (الإنجليزية)
- سيدني فرانكلين على موقع أول موفي (الإنجليزية)
- سيدني فرانكلين على موقع قاعدة بيانات الأفلام السويدية (السويدية)
- سيدني فرانكلين على موقع إن إن دي بي (الإنجليزية)
- سيدني فرانكلين على موقع قاعدة بيانات الفيلم (الإنجليزية)
- سيدني فرانكلين على موقع كينوبويسك (الروسية)